# Theodore van Heil
Théodore van Heil, né à Bruxelles en 1635 et décédé après 1695, est un peintre baroque flamand.

## Biographie
Fils de Daniel van Heil, Theodore van Heil est connu pour ses paysages. En 1668, il est devenu un maître de la Guilde de Saint-Luc.
Signature : TVH 

## Œuvres

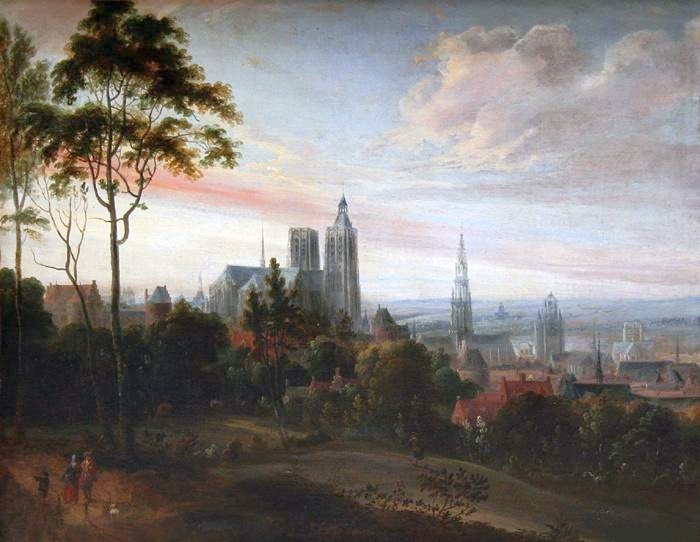
Vue de Bruxelles (XVIIe siècle).
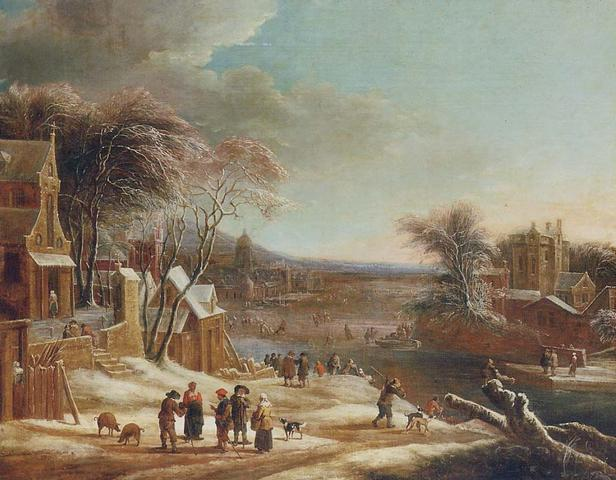
Paysage vers 1675.
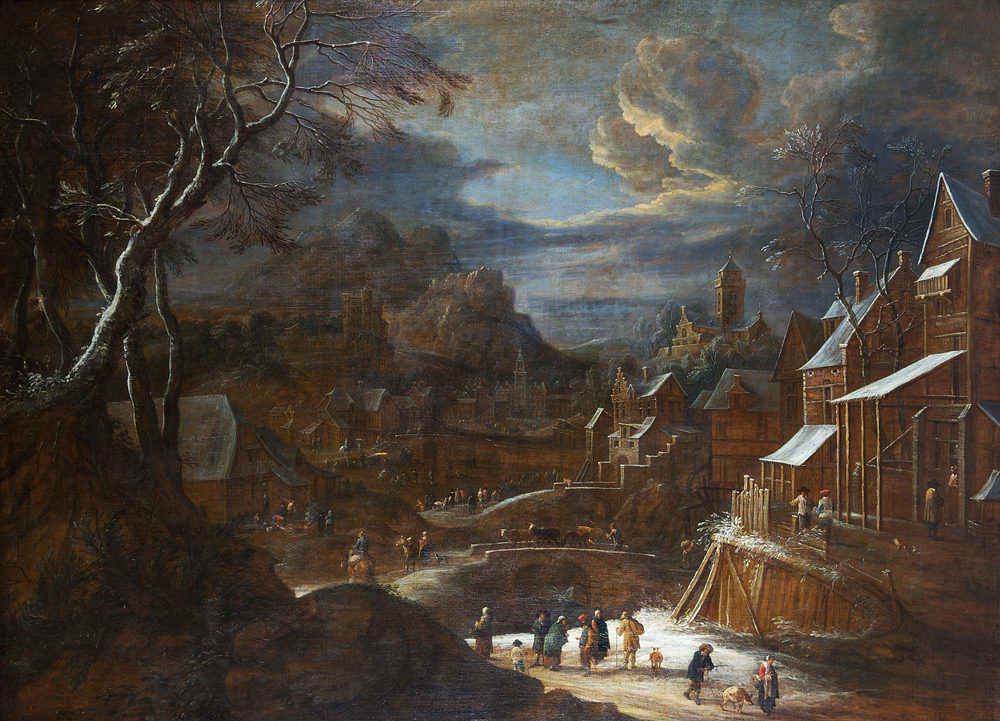
Paysage enneigé